# أوغست كرامر
يوهان بابتيست أوغست كرامر (من مواليد 10 نوفمبر 1860 - وتُوفي في 5 سبتمبر 1912) هو أخصائي أمراض عصبية سويسري-ألماني وطبيب نفسي من مواطني مقاطعة سانت غالن.

## حياته
درس كرامر الطب في جامعتي ماربورغ وفرايبورغ، وحصل على شهادة الدكتوراه الطبية في عام 1887. في عام 1889 بدأ العمل في مستشفى للأمراض العقلية في إيبرسوالد، وفي عام 1895 حصل على تأهيله في الطب النفسي من جامعة غوتنغن، حيث أصبح فيما بعد أستاذًا ومديرًا لعيادة الطب النفسي. ساعد كرامر في غوتنغن في تأسيس مؤسسة مركز شباب المحافظة Provinzial-Jugendheim وهي مؤسسة لعلاج وتثقيف الشباب المريض نفسيًا.

## مؤلفاته
نشر كرامر العديد من المقالات حول الطب النفسي السريري، وعلم أمراض الدماغ، والتشريح المرضي، والعديد من المجالات الأخرى. وكان من بين كتبه المعروفة أفضل مقالة عن الطب النفسي الشرعي بعنوان «الطب النفسي الشرعي- Gerichtliche Psychiatrie». ودليل الطب الشرعي للأطباء والمحامين، وكتاب لاضطرابات الجهاز العصبي للأطفال الذين شارك في تأليفه مع لودفيغ برونس (1858–1916) وثيودور زيهين (1862–1950) تحت مُسمى دليل الأمراض العصبية عند الأطفال.

## روابط خارجية
- أعمال أو نبذة عن أوغست كرامر على أرشيف الإنترنت